# Klinteklinten

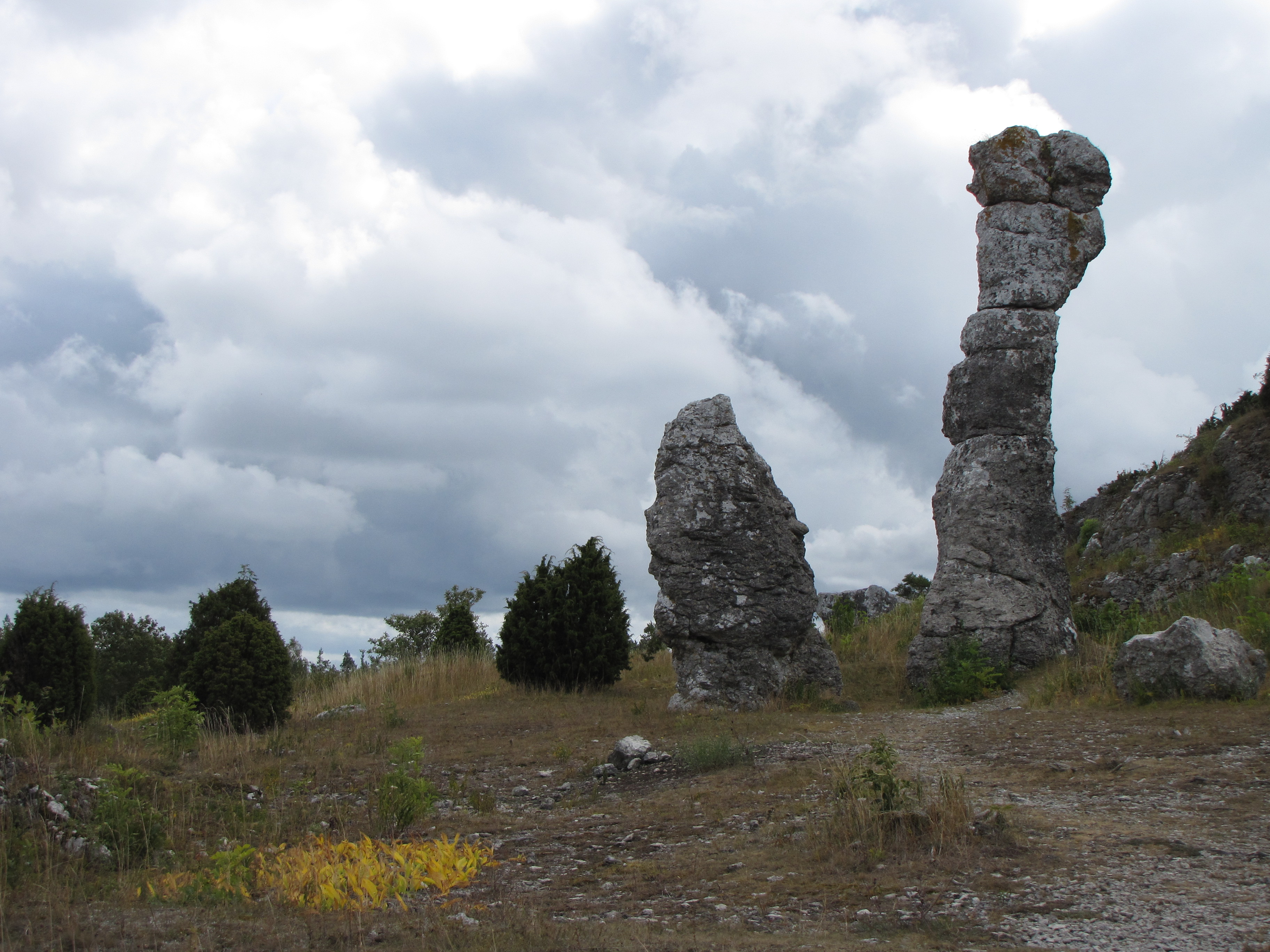
Raukar på Klinteklinten

Klinteklinten är ett naturreservat i Boge socken i Region Gotland på Gotland.
Området är naturskyddat sedan 1990 och är 3 hektar stort. Reservatet ligger utmed Klintebergets östsluttning och består av ett cirka 300 meter långt raukfält med några höga raukar. 